# Línea 4 (Urbanos de Guadarrama)
La línea 4 de la red de autobuses urbanos de Guadarrama une el Polideportivo con las urbanizaciones Vallefresnos y La Serranilla.

## Características
Esta línea une el Polideportivo y el Hospital de Guadarrama con las diferentes urbanizaciones del municipio.
La línea circula exclusivamente por el término municipal de Guadarrama. Como bien se expresa en la numeración interna del CRTM, recibe el número 4068. El primer dígito corresponde a la línea, en este caso la línea 4. Y los últimos tres dígitos corresponden al municipio por el que circula, en este caso 068 corresponde al municipio de Guadarrama.
La línea mantiene los mismos horarios todo el año (exceptuando las vísperas de festivo y festivos de Navidad).
Está operada por Avanza Movilidad Integral mediante la concesión administrativa VCM-604 - Madrid – Cercedilla – Hoyo de Manzanares (Viajeros Comunidad de Madrid) del Consorcio Regional de Transportes de Madrid.
1. ↑  «Detalle línea 4 Guadarrama». Avanza. Transporte interurbano en Madrid. Consultado el 23 de abril de 2024.

## Horarios
| Lunes a viernes laborables   | Lunes a viernes laborables   | Sábados laborables, domingos y festivos | Sábados laborables, domingos y festivos |
| Polideportivo > Vallefresnos | Vallefresnos > Polideportivo | Polideportivo > Vallefresnos            | Vallefresnos > Polideportivo            |
| 07:15                        | 06:35                        | 10:45                                   | 09:45                                   |
| 09:15                        | 07:50                        | 12:15                                   | 11:15                                   |
| 10:45                        | 09:45                        | 14:15                                   | 12:45                                   |
| 12:15                        | 11:15                        | 16:15                                   | 14:45                                   |
| 14:30                        | 12:45                        | 17:45                                   | 16:45                                   |
| 16:15                        | 15:15                        | 19:15                                   | 18:15                                   |
| 17:45                        | 16:45                        | 20:45                                   | 19:45                                   |
| 19:15                        | 18:15                        |                                         |                                         |
| 20:45                        | 19:45                        |                                         |                                         |
|                              | 21:15                        |                                         |                                         |

1. 1 2 3 4 5  Procede de la urbanización La Serranilla, 5 minutos antes.
2. 1 2 3 4  Continúa a la urbanización La Serranilla.

## Recorrido y paradas

### Sentido Vallefresnos
| Código                                                                                          | Parada                                  | Común con           |
| ----------------------------------------------------------------------------------------------- | --------------------------------------- | ------------------- |
| 16649                                                                                           | Escoriales - Polideportivo              | 690                 |
| 10220                                                                                           | Escoriales - Hospital Guadarrama        | 660 664 690 VAC-246 |
| 09253                                                                                           | Alfonso Senra - Pza. Mayor              | 681 682 684 685     |
| 16674                                                                                           | Sierra - Dr. Federico Rubio             |                     |
| 16677                                                                                           | Dos de Mayo - Teniente Ruiz             |                     |
| 15667                                                                                           | Marqués de Santillana - Alfonso X       | 680 688 690         |
| 09284                                                                                           | Ctra. M-614 - Urb. Prado de San Juan    | 680 688             |
| 20176                                                                                           | Villas de Guadarrama - Ctra. M-614      |                     |
| 17504                                                                                           | San Juan - Dehesa del Soto              |                     |
| 09285                                                                                           | Ctra. M-614 - Urb. Guadamolinos         | 680 688             |
| 09285                                                                                           | Ctra. M-614 - Urb. El Peñón             | 680 688             |
| 16678                                                                                           | Pico del Yelmo - Av. Bola del Mundo     |                     |
| 16685                                                                                           | Pico del Yelmo Nº30                     |                     |
| 16684                                                                                           | Pico del Yelmo - Maliciosa              |                     |
| 16683                                                                                           | Peñalara - Cabeza de Hierro             |                     |
| 16682                                                                                           | Puerto Navacerrada - Cueva Valiente     |                     |
| 16681                                                                                           | Creste de Claveles - Av. Bola del Mundo |                     |
| 16680                                                                                           | Av. Bola del Mundo - Pico del Águila    |                     |
| 16679                                                                                           | Av. Bola del Mundo - Pico del Oso       |                     |
| Las expediciones que continúan a la urbanización La Serranilla realizan las siguientes paradas: |                                         |                     |
| 09287                                                                                           | Ctra. M-614 - Urb. Vallefresnos         | 680 688             |
| 16686                                                                                           | Cierzo - Urb. La Serranilla             |                     |

### Sentido Polideportivo
| Código                                                                                          | Parada                                  | Común con           |
| ----------------------------------------------------------------------------------------------- | --------------------------------------- | ------------------- |
| Las expediciones que proceden de la urbanización La Serranilla realizan las siguientes paradas: |                                         |                     |
| 16686                                                                                           | Cierzo - Urb. La Serranilla             |                     |
| 17214                                                                                           | Aquilón - Urb. La Serranilla            |                     |
| Paradas del itinerario común                                                                    |                                         |                     |
| 16678                                                                                           | Pico del Yelmo - Av. Bola del Mundo     |                     |
| 16685                                                                                           | Pico del Yelmo Nº30                     |                     |
| 16684                                                                                           | Pico del Yelmo - Maliciosa              |                     |
| 16683                                                                                           | Peñalara - Cabeza de Hierro             |                     |
| 16682                                                                                           | Puerto Navacerrada - Cueva Valiente     |                     |
| 16681                                                                                           | Creste de Claveles - Av. Bola del Mundo |                     |
| 16680                                                                                           | Av. Bola del Mundo - Pico del Águila    |                     |
| 16679                                                                                           | Av. Bola del Mundo - Pico del Oso       |                     |
| 09294                                                                                           | Ctra. M-614 - Urb. El Peñón             | 680 688             |
| 09287                                                                                           | Ctra. M-614 - Urb. Guadamolinos         | 680 688             |
| 20176                                                                                           | Villas de Guadarrama - Ctra. M-614      |                     |
| 17504                                                                                           | San Juan - Dehesa del Soto              |                     |
| 09296                                                                                           | Ctra. M-614 - Urb. Prado de San Juan    | 680 688             |
| 16676                                                                                           | Pza. Monteleón - Urb. Monteleón         |                     |
| 16675                                                                                           | Calzada - Servicios Sociales            |                     |
| 09254                                                                                           | Alfonso Senra - Guardia Civil           | 682 684 685         |
| 10200                                                                                           | Escoriales - Hospital Guadarrama        | 660 664 690 VAC-246 |
| 16649                                                                                           | Escoriales - Polideportivo              | 690                 |